# Strength Thru Oi!
Strength Thru Oi! — второй альбом из Oi!-серии, начатой Гарри Бушеллом, выпущенный лейблом Decca Records в мае 1981 года.

## Об альбоме
Выход альбома совпал с волнениями в Саутхолле на расовой почве (из-за чего Decca приостановила печатание тиража). Кроме того, на обложке, как вскоре выяснилось, был изображен Никки Крейн (гей-нацист, который позже умер от СПИДа).
Гарри Бушелл всю ответственность за оформление альбома взял на себя. Он же дал пластинке заголовок, не зная (как утверждал позже), что перефразирует нацистский лозунг «Сила через радость» — «Kraft durch Freude», англ. «Strength Through Joy». Бушелл говорил, что заимствовал фразу у The Skids, выпустивших незадолго до этого Strength Through Joy EP. При этом и сами Skids утверждали, что не знали происхождения этих слов: позже Ричард Джобсон рассказывал, что взял их из автобиографии Дика Богарда.
Альбом, в содержании которого нет ни одного намека на расизм (а трек Criminal Class «Blood On The Street» рассказывает о том, что белые и черные в равной степени подвергаются уличному притеснению со стороны властей), сохраняет скандальную репутацию.

## Скандал с обложкой
Как писал Бушелл, первоначально было решено снять для обложки культуриста, фаната-вестхэмовца Карлтона Лича. Первая сессия в Бридж-хаусе оказалась неудачной, на вторую он не явился, и было решено в спешке взять снимок с рождественской скинхедовской открытки где, как полагали, был изображен персонаж фильма «The Wanderers». Вскоре выяснилось, что автор снимка — фотограф-скинхед Мартин Дин. В последний момент, когда Decca улучшила качество фотографии, на ней проявились нацистские татуировки.

Оставалось либо затушевать татуировки, либо отложить выпуск альбома на месяц. Можно списать это на юношеское безрассудство, но мы приняли ошибочное решение. Это была искренняя ошибка, мы никого не пытались обмануть или спровоцировать. — Дэйв Лонг, менеджер Splodge.
Любопытно, что и крайне правые не сразу догадались, что на обложке изображен Крейн. Альбом находился в продаже два месяца, прежде чем Daily Mail не «разоблачила» его (и Бушелла), но ни разу упоминания об этой ошибке не появилось в публикациях крайне правых.

Это была горькая ирония. Меня, убежденного социалиста (которому приходилось постоянно слышать на концертах: «Бушелл — красный!»), обвинили в сочувствии фашистам, причем сделала это газета, которая когда-то поддерживала чернорубашечников Освальда Мосли, вторжение Муссолини в Абиссинию и попытки задобрить Гитлера — вплоть до самого начала Второй мировой войны…  — Гарри Бушелл. Oi! — The Truth.

## Список композиций

### Сторона 1
1. National Service — Гарри Джонсон
2. 1984 — The 4-Skins
3. Gang Warfare — The Strike
4. Riot Riot — Infa-Riot
5. Dead End Yobs — Гарри Джонсон
6. Working Class Kids — The Last Resort
7. Blood On The Streets — Criminal Class
8. She Goes To Fino’s — The Toy Dolls
9. Best Years Of Our Lives — Barney Rubble
10. Taken For A Ride (We Think You Don’t) — Cock Sparrer
11. We Outnumber You — Infa-Riot
12. The New Face Of Rock’n’Roll — Гарри Джонсон

### Сторона 2
1. Beans — Barney Rubble
2. We’re Pathetique — Splodge
3. Sorry — The 4-Skins
4. Running Riot — Cock Sparrer
5. Johnny Barden — The Last Resort
6. Isubaleene (Part 2) — Splodge
7. Running Away — Criminal Class
8. Skinhead — The Strike
9. Deidre’s A Slag — The Toy Dolls
10. Harbour Mafia Mantra (An Acapella Delight) — The Shaven Heads